# 찰리 박
찰리 박(본명: 박영철, 1955년 3월 16일~2023년 11월 6일)은 대한민국의 가수, 작사가, 색소폰 연주자, 배우이다. 댄스 팝 음악 그룹 신화의 보컬리스트 겸 래퍼인 전진의 아버지이다.

## 음반
- 1집 《카사노바 사랑》
- 디지털 싱글 《리콜렉션》
- 디지털 싱글 《아버지의 아버지》

## 출연 작품

### 텔레비전 드라마
- 2007년 KBS 아침드라마 《사랑해도 괜찮아》 - 안면도 역

### 텔레비전 광고
- KTFT 에버(송혜교 편)
- 금영
- 크라운제과